# رمضانعلی شاهرخ
رمضانعلی شاهرخ سرودی معروف به رمضان شاهرخ (زاده ۱۶ شهریور ۱۲۷۸ شمسی در تهران- درگذشته ۱۰ بهمن ۱۳۵۶ در تهران) سازنده ساز است. علاقه و شهرت  شاهرخ در تار‌سازی است اما او سه‌تار هم به تعداد زیاد ساخته‌است. تنبک، ویولن، قیچک، تنبور و سنتور هم در تعداد کمتر ساخته‌است.  شاهرخ ضمن توجه به ریزه‌کاری‌های مراحل ساخت تار و حساسیت در مورد زیبایی تار، مخترع تار هشت سیم نیزهست که برای هم کوک شدن با سازهای خارجی طراحی‌شده‌است.  شاهرخ ضمن همکاری نزدیک با کلنل وزیری برای ساخت تارهای ایشان، سابقه تدریس در دانشگاه تهران دارند.

## شروع به کار و کودکی  شاهرخ
رمضان شاهرخ متولد ۱۲/۶ /۱۲۷۸ ه‍.ش در تهران میدان محمدیه کوچه خراسانی‌ها بود. مادرش را در سن دو سالگی از دست داد و نزد همسر دوم پدرش دوران کودکی سختی را گذراند. وی فرزند اول  حاج‌آقا است که او نیز از تارسازان بنام زمان خود بود.  حاج‌آقا ابتدا به شغل نجاری اشتغال داشت و شاهرخ هم از همان خردسالی نزد پدر مشغول به کار شد. سپس  حاج‌آقا به تارسازی روی آورد و کم‌کم روش ابداعی خودش را در تارسازی بکار گرفت. در آن زمان شاهرخ ۱۵ سال داشت و او نیز تارسازی به سبک پدرش را یادگرفت ولی اولین تارش را به صورت یکسره ساخت، یعنی دسته و پنجه و سایر قطعات سرهم بود. پدرش در آن زمان هر ۳ روز یک تار می‌ساخت اما بعدها به سبک نوآوری شاهرخ هر تار در مدت ۴ سال توسط رمضان شاهرخ ساخته می‌شد.
شاهرخ و پدرش مغازه نجاری‌شان را از خیابان فروغی (فیل خانه) به خیابان امیریه انتقال دادند و تارسازی را به‌صورت حرفه اصلی خود آغاز کردند.
شاهرخ از همسر دوم پدرش یک خواهر داشت و در سنین جوانی بود که پدرش از همسر دوم جدا شد و حاصل ازدواج سوم پدرش، یک خواهر و یک برادر برای شاهرخ بود. فاصله سنی او با برادرش زیاد بود برادرش هم در خردسالی به کار در مغازه مشغول شد و ساختن برخی لوازم جانبی تار را آموخت ولی علاقه‌ای به تارسازی نداشت و تارهایی که در بازار به برادر  شاهرخ نسبت می‌دهند ساخت او نیست.
شاهرخ در سال ۱۳۰۱ دودهنه مغازه تارسازی در میدان حسن‌آباد روبروی خیابان ورزش دایر کرد. در همان سال نیز با بانو اشرف‌السادات فرزند سید احمد میر علینقی ازدواج کرد و۱۲ سال بعد صاحب دختری شد که او را مهین نام گذاشتند و تنها فرزند  شاهرخ می‌باشد.  شاهرخ از ازدواج دومش فرزندی ندارد. *

## نگاهی به زندگی و شخصیت  شاهرخ
شاهرخ عادت داشت گنجشک و بچه آهو می‌خرید و به دربند می‌برد و در آنجا آزادشان می‌کرد. روحیه‌ای رئوف و آرام داشت و از هرگونه درگیری بیزار بود.
تعهد به کارش تا آنجا بود که افتخارش این بود که: «هیچ وقت تار بد برای کسی نساختم».
کار سخت تیشه زدن و تار ساختن را از دهه ششم زندگی یعنی از ۱۳۴۰ کنار گذاشت ولی تا سال‌های آخر عمر کار تعمیر ساز را در مغازه خود واقع در چهارراه حسن‌آباد ادامه داد و هر روز از خانه‌اش در ضلع جنوبی پارک شهر تا مغازه را با دوچرخه می‌پیمود تا در مغازه را باز نگه دارد.
هنری که اگرچه قبل از او هم وجود داشت ولی نوآوری‌های وی در ارائه کیفیت بهتر و ماندگارتر همراه با زیبایی متفاوت و آشکارا که خودش به وجود آورده بود چیزی بود که او می‌خواست به بهترین وجهی ادامه یابد، اما سبک تارسازی او پس از او ادامه نیافت.

## ساخت تار توسط  شاهرخ
شاهرخ درخت توت را از توتستان‌های کن، اوین و ونک انتخاب و خریداری می‌کرد. ساخت تار به نقل از  شاهرخ در مقاله‌ای تحت عنوان «هیچ وقت تار بد برای کسی نساختم» –به قلم هوشنگ گلمکانی –روزنامه آیندگان مورخ چهارشنبه ۷ مهر ۱۳۵۵:
بیش از چهار سال طول می‌کشد تا یک تار بسازم. می‌رفتم به باغ‌های توت کوهستانی در اوین و کن که فقط با چوب این درخت‌ها می‌شود تار ساخت. درخت را انتخاب می‌کردم و می‌خریدم. از کنده یک درخت توت به قطر دو متر و طول نیم متر، کاسه یک تار درمی‌آید کاسه تار را که از دو قسمت تشکیل می‌شود از قسمت‌های مناسب می‌تراشیدم و از یک کنده ۱۲۰ کیلویی ۶ کیلو باقی می‌ماند که می‌بایست مدت سه ماه در آب بماند تا شیره‌اش کشیده شود. پس از سه ماه آن را از آب خارج می‌کردم و تراش می‌دادم و یک سال در سایه نگه می‌داشتم که بعد نپیچد یا نترکد. سپس باید دو سال در آفتاب می‌ماند تا خشک شود و پس از دو سال آن را یک شب در فرهای شیرینی پزها که کارشان تمام‌شده و فر را خاموش کرده بودند، می‌گذاشتم تا به رنگ قهوه‌ای درآید. در آن هنگام دو تکه کاسه تار آماده بود و به‌وسیله چسب مخصوصی آن‌ها را به هم می‌چسباندم …
دسته، پنجه (جایی که گوشی می‌خورد و گوشی آن است که به آن سیم بسته می‌شود) و گوشی‌های تار می‌بایست از چوب راست گردوی سیاه رنگ تهیه شوند و برای این کار از ارسی‌های قدیمی ساخته‌شده از این چوب که حداقل بیست سال قدمت داشتند ونشان می‌دادند که پس از آن پیچ‌وتاب نمی‌خورند، استفاده می‌کردم زیرا هر قسمت تار حتی اگر یک میلی‌متر بپیچد قابل‌استفاده نیست. (دسته را هم از چوب گردوی درب‌های قدیمی می‌ساختم).
پوستی که قسمت بیرونی کاسه تار را تشکیل می‌دهد (پوست تار) از پوست بره تودلی تهیه می‌شد که بسیار نازک و درعین‌حال محکم است.
شیطانک‌های بالا و پایین و خرک تار را هم از شاخ قوچ شکاری تراش می‌دادم اما این کار به همین‌جا ختم نمی‌شد، قسمت بالای دسته تار که زیر سیم‌ها قرار داشت می‌بایست از اشیاء دیگری تهیه شود.
قسمت وسط از چوب مخصوص به نام فوفل یا آبنوس که فقط در هندوستان وجود دارد تراشیده می‌شد و دو طرف آن به‌وسیله استخوان شتری که در گرمسیر زندگی کرده باشد پوشیده می‌شد. زیرا استخوان شترهای سردسیری چربی پس می‌دهد.
(با تیزاب سلطانی منفذهای چوب را باز می‌کردم و سپس آن‌ها را با روغن بزرک پر می‌کردم.
کاسه تار تا ابتدای دسته دوتکه بود و دسته تار وسط دو کاسه قرار می‌گرفت ). 
به‌این‌ترتیب با سوار کردن قطعات تار بر روی یکدیگر رنگ‌آمیزی آن توسط لاک‌الکل و نصب سیمها، تار آماده نواختن می‌شد.
کلنل علینقی وزیری از دوستان  شاهرخ بود. به سفارش کلنل وزیری  شاهرخ تارهایی مخصوص ایشان با کاسه بزرگتر می‌ساختند.
تارهای مخصوص کلنل وزیری که برای استفاده در کنسرتها سفارش داده می‌شد، دارای سیم زهی (روده‌ای) بود و نه سیم فلزی. این تارها باهم فکری کلنل وزیری و  شاهرخ طراحی می‌شد.
تار شاهرخ در سه سایز کوچک، متوسط و بزرگ ساخته می‌شد.
شاهرخ تار را بر مشتری پرو می‌کردند تا تاری مناسب جثه و وضعیت فیزیکی وی برای او انتخاب نمایند. بر پاکتهایی که وسایل تار را در آن می‌فروخت نوشته شده بود تار باید ۸ سیم داشته باشد تا با سازهای خارجی هم کوک شود و دو سیم اضافه باید نمره ۱۶ و نازکتر باشد.
تارهای وی درجه‌بندی کیفی داشت: مرغوبترین تار وی سه مهر در قسمت ابتدای پُشت دسته تار داشت. اوایل بر مهرش نوشته شده بود «دسترنج شاهرخ». مهر «شاهرخ» و مهر «رمضان شاهرخ» را بعدها استفاده کرد. در سال‌های بعد به جای مهر، عکس خود را بر زیر سیم گیر به‌عنوان نشانه بهترین تارهای خود می‌چسباند. تارهای دو مهر و یک مهر و بدون مهر به ترتیب درجات پایین‌تری داشتند.

## فعالیت‌های حرفه‌ای در خارج از مغازه
شاهرخ از اولین روزهای تأسیس مدرسه موسیقی در سال ۱۳۰۲ با کلنل وزیری در مدرسه موسیقی همکاری می‌کرد و این همکاری دوستانه تا سال ۱۳۱۴ ادامه داشت و پس از کلنل وزیری،  شاهرخ تمایلی به ادامه کار با مدیریت جدید مدرسه موسیقی نشان نداد.
پس از آن برای آموزش صنعت خود، در دانشکده هنرهای زیبا مشغول به کار شد و به این کار ادامه داد تا سال ۱۳۴۰ که از دانشکده هنرهای زیبا بازنشسته شد. بعد از بازنشستگی نیز در پی دعوت دکتر برکشلی، رئیس دانشکده هنرهای زیبا، مدتی به خاطر علاقه به کارش درس می‌داد.

## بیماری و مرگ
از ابتدای سال ۱۳۵۶ به علت بیماری کبدی بارها در بیمارستان بستری شد.
سرانجام در سن هفتاد ونه سالگی در بیمارستان جاوید تهران تاریخ ۱۰/۱۱/۱۳۵۶ از دنیا رفت.
و در قطعه ۱۴ بهشت‌زهرای تهران به خاک سپرده شد.

## سرانجام تارهای  شاهرخ
در زمان فوت  شاهرخ یک اتاق منزل پر از تار وجود داشت. پس از فوت وی دادگاه انحصار وراثت در حکم مربوط به ۲۸/۷/۱۳۵۸ کلیه تارهای وی را به تنها فرزند  بخشید و نیز این توافق بین دختر و نامادری بود که سایر اموال به نامادری تعلق گیرد ولی تارها متعلق به مهین شاهرخ باشد.
اوضاع نابسامان در زمان شروع انقلاب، غم و اندوه از دست دادن پدر، مسئولیت نگهداری ۴ فرزند همه و همه سبب شد تنها فرزندش مهین در مراجعه و تحویل گرفتن تارها از نامادری قصور ورزد و وقتی‌که برای تحویل تارها به منزل پدری مراجعه کرد متوجه شد نامادری‌اش کلیه تارها و وسایل  شاهرخ را در قبال رسید مورخ ۱۰/۸/۱۳۵۹ به اداره مبارزه با منکرات تحویل داده‌است.  طبق رسید موجود ادوات موسیقی به شرح زیر به اداره منکرات وقت تحویل داده شده بود:
1. چهار دستگاه ویولن
2. سه دستگاه قانون یا سنتور
3. بیست دستگاه تار
4. دو دستگاه سه‌تار
5. یک دستگاه عود کوچک
6. یک دستگاه قانون همراه با جعبه مخصوص
7. مقداری ادوات و وسایل موسیقی شکسته و یک جعبه تار

هنگامی‌که دختر  با حکم دادگاه مبنی به مالکیت وی بر اجناس مذکور به اداره منکرات مراجعه می‌نماید وسایل را مصادره شده اعلام می‌نمایند و تارها هرگز به دست او نمی‌رسد!
اوضاع و شرایط آن زمان به‌گونه‌ای بود که از پیگیری جریان منصرف می‌شود.

## پانویس

رمضانعلی شاهرخ
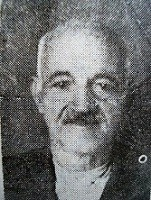
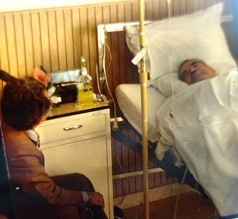
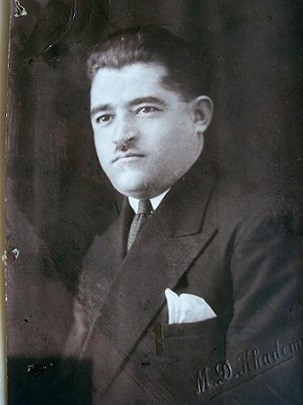